# Liste der Biografien/Parv
Liste der Biografien |
Portal Biografien |
Personensuche
# |
A |
B |
C |
D |
E |
F |
G |
H |
I |
J |
K |
L |
M |
N |
O |
P |
Q |
R |
S |
T |
U |
V |
W |
X |
Y |
Z |
?
 
Pa |
Pc |
Pe |
Pf |
Ph |
Pi |
Pj |
Pk |
Pl |
Pm |
Pn |
Po |
Pr |
Ps |
Pt |
Pu |
Pv |
Pw |
Py
 
Paa |
Pab |
Pac |
Pad |
Pae |
Paf |
Pag |
Pah |
Pai |
Paj |
Pak |
Pal |
Pam |
Pan |
Pao |
Pap |
Paq |
Par |
Pas |
Pat |
Pau |
Pav |
Paw |
Pax |
Pay |
Paz
 
Para |
Parb |
Parc |
Pard |
Pare |
Parf |
Parg |
Parh |
Pari |
Park |
Parl |
Parm |
Parn |
Paro |
Parp |
Parq |
Parr |
Pars |
Part |
Paru |
Parv |
Parw |
Pary |
Parz
Die Liste der Biografien führt alle Personen auf, die in der deutschsprachigen Wikipedia einen Artikel haben. Dieses ist eine Teilliste mit 23 Einträgen von Personen, deren Namen mit den Buchstaben „Parv“ beginnt.

## Parv

### Parva
- Pârvan, Vasile (1882–1927), rumänischer Althistoriker, Archäologe, Epigraphiker, Hochschullehrer und Essayist
- Parvanta, Parnian (* 1982), deutsche Ärztin
- Parvathaneni, Harish, indischer Diplomat

### Parve
- Parve, Kaija (* 1964), sowjetische Biathletin
- Parve, Ralf (1919–2011), estnischer Schriftsteller
- Parveen, Abida (* 1954), pakistanische Sängerin
- Parveen, Najma (* 1990), pakistanische Sprinterin und Hürdenläuferin
- Parveen, Shahana (* 1960), bengalische Sportschützin
- Parveen, Zeenat (* 1974), pakistanische Kugelstoßerin
- Parvela, Timo (* 1964), finnischer Schriftsteller
- Parvez, Khurram, kaschmirisch-indischer Menschenrechtsaktivist

### Parvi
- Parviainen, Aki (* 1974), finnischer Speerwerfer
- Parviainen, Emmi (* 1985), finnische Schauspielerin
- Parviainen, Heidi (* 1979), finnische Sängerin
- Parviainen, Jouko (* 1958), finnischer Nordischer Kombinierer
- Parviainen, Kaisa (1914–2002), finnische Leichtathletin
- Parvin, Ali (* 1946), iranischer Fußballspieler und -trainer
- Parvin, Sidney (1883–1956), britischer Schwimmer und Wasserballspieler
- Parvin, Stewart (* 1967), britischer Modedesigner und Hoflieferant Königin Elisabeths II.
- Parvis, Yasmin (* 1977), deutsche Fernsehmoderatorin und -journalistin

### Parvu
- Pârvulescu, Dumitru (1933–2007), rumänischer Ringer
- Pârvulescu, Paul (* 1988), rumänischer Fußballspieler
- Parvus, Alexander (1867–1924), russischer Revolutionär (Menschewiki) und deutscher SozialdemokratAlexander Parvus (1867–1924)

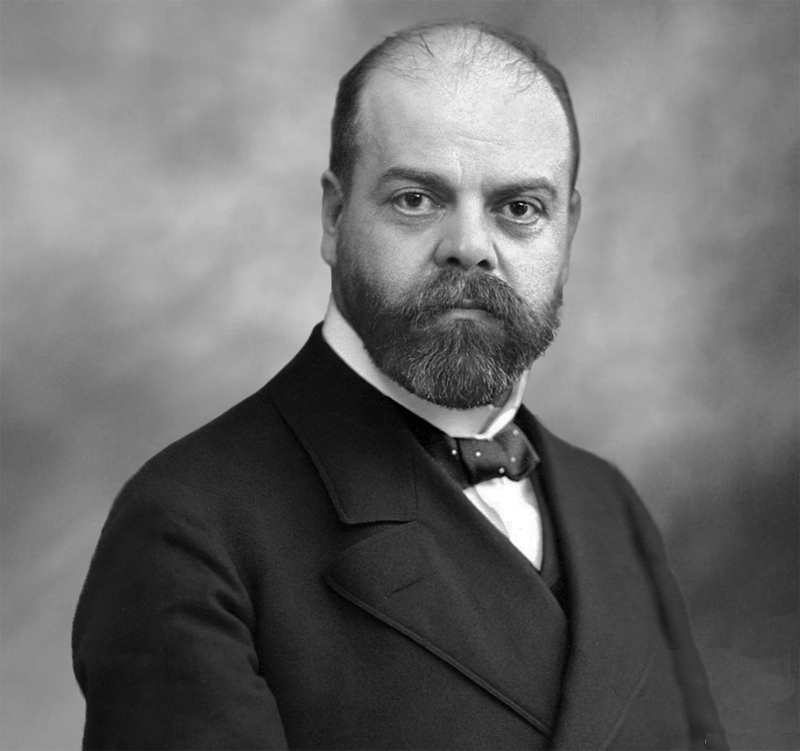
Alexander Parvus (1867–1924)